# Kruisstraat
Kruisstraat ist ein landwirtschaftlich geprägtes Dorf im Osten der Gemeinde ’s-Hertogenbosch in der Provinz Noord-Brabant. Bis 1938 hatte Kruisstraat einen eigenen Bahnhof, den Bahnhof Kruisstraat. Das Dorf zählt 640 Einwohner (Stand: 1. Januar 2024). Bis 1996 gehörte Kruisstraat zur ehemaligen Gemeinde Rosmalen.

## Ortsgeschichte
Der Name des Dorfes ist auf die beiden Durchgangsstraßen der Kruisstraat zurückzuführen, welche ein Kreuz (niederl. Kruis) bilden. Von diesen Straßen verläuft in ost-westlicher Richtung der Deich, der Schutz vor den Hochwassern der Maas bildet. Nördlich der Kruisstraat liegt der ein Meter tiefer liegende Polder namens van den Eigen en Empel und südlich ein höher gelegener Sandkamm, auf dem sich ein Naturschutzgebiet mit einer Wald- und Heidelandschaft befindet.
Während des Zweiten Weltkriegs wurde der Keller des Gebäudes in der Kruisstraat 64 (früher als A34 nummeriert) als Lazarett für kranke und verwundete deutsche Soldaten genutzt. Das Haus steht heute als Gemeentelijk monument unter Denkmalschutz. In der rückwärtigen Fassade des Gebäudes aus dem Jahr 1864 sind noch Einschusslöcher zu sehen. Am 23. Oktober 1944 kam es bei der Befreiung von Rosmalen und Kruisstraat in und in der Nähe der Kruisstraat zu schweren Kämpfen zwischen Deutschen und Alliierten.

## Sonstiges
- Im Ort befindet sich das Gewerbegebiet Kruisstraat Business Park.
- Eine Gebetskapelle ist der einzige Sakralbau des Dorfes.
- Sportliche Aktivität findet sich beim Fußballverein RKKSV
- Im Dialekt Rosmalens wird der Ort Krùisstroat und im Maasland Krojsstroat ausgesprochen.